# Neunburg vorm Wald
Neunburg vorm Wald è un comune tedesco di 8 188 abitanti, situato nel land della Baviera.